# L'antisociale
L'antisociale è un brano musicale scritto da Francesco Guccini nel 1960, che uscì come singolo, nel settembre del 1966, dell'Equipe 84 nel 45 giri Un giorno tu mi cercherai/L'antisociale, senza le indicazioni di autore.
L'anno successivo la canzone fu registrata da Francesco Guccini e inserita nella raccolta Folk beat n. 1, come prima parte di Il sociale e l'antisociale, ma accreditato a Tony Verona e Mansueto De Ponti (in arte Pontiack), Armando Sciascia e Pantros.

## Ispirazione e contenuto
È una canzone di protesta rivolta ai comportamenti e agli atteggiamenti ipocriti che vigevano nella società italiana in quegli anni.
Il protagonista non è un antisociale nel senso patologico, ma è un anticonformista. Infatti non accetta alcuni comportamenti basati sull'«ipocrisia morale». Non accetta in pratica molti degli atteggiamenti che appartengono al «sociale» che è il personaggio dell'altra canzone, che nel suo album Folk beat n. 1 è unita a questa in un'unica traccia.
In un certo senso il protagonista si potrebbe definire un beatnik. In effetti, verso la fine degli anni '50, erano stati proprio gli appartenenti a questo gruppo a mettere in discussione alcuni canoni tradizionali di "rispettabilità" e il conformismo alienante della società dei consumi; tuttavia egli non fa proposte alternative di vita, se non quella di andare in un'isola deserta in cui nessuno lo potrà più disturbare.